# Шликов Петро Олександрович
Шликов Петро Олександрович (4 травня 1916 , Піщанотаволжанське, Пермська губернія  — 11 січня 1998 , Вінниця ) — український кінооператор-документаліст. Заслужений діяч мистецтв України (1988).

## Біографія
Народився 4 травня 1916 р. в селянській родині у селі Піщанотаволжанське Пермської губернії, тепер Шадрінський район, Курганська область, Російська Федерація. 
Закінчив Всесоюзний державний інститут кінематографії (1937). Учасник Великої Вітчизняної війни. Працював оператором кінохроніки на Далекому Сході, Сахаліні, Камчатці, в Арктиці, був учасником зйомок походу челюскінців, кінооператором корпункту в Челябінську, оператором Вінницького корпункту «Укркінохроніки».
Помер 11 січня 1998 р. у Вінниці. 

## Фільмографія
Зняв фільми:
- «Візит пана Неру в СРСР»,
- «Щастя важких доріг»,
- «Шляхами Примор'я» (1956),
- «Російський характер» (1957, Диплом 1-го ступеня Всесоюзного кінофестивалю в Києві),
- «Органічне скло» (1958),
- «День країни»,
- «Вінничани змагаються» (1959),
- «Спортивний табір майбутніх воїнів» (1961),
- численні сюжети для кіножурналів.

## Нагороди
Нагороджений орденом Вітчизняної війни II ступіня (1945, 1988), медалями, значком «Отличник кинематофафии СССР». Був членом Спілки кінематографістів України.